# معركة البزورة

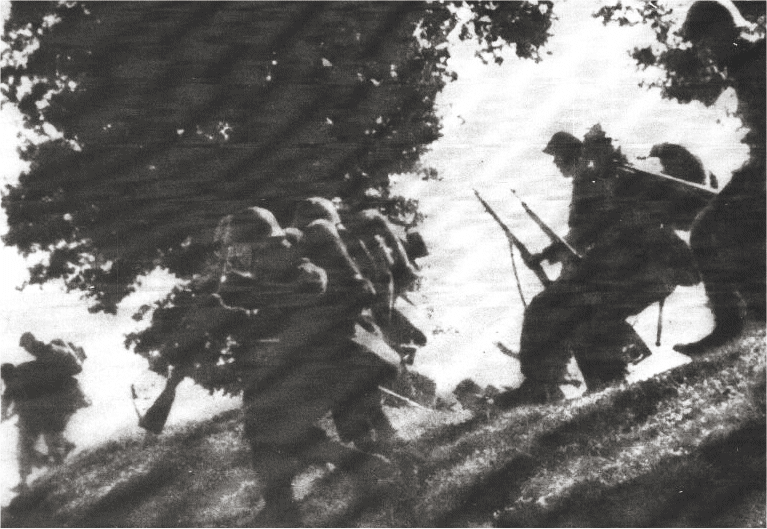
الفوج البولندي الثامن عشر للمشاة يتقدم اثناء المعركة

معركة نهر بزورة كانت أكبر مواجهة بولندية خلال حملة سبتمبر 1939، إذ شنّت قوات بولندا هجومًا معاكسًا كبيرًا ضد الجيش الألماني بالقرب من نهر بزورا غربي وارسو. بدأت في 9 سبتمبر واستمرت عشرة أيام قبل أن تُحاصر القوات البولندية وتتحطم، مما أدّى إلى خسائر بشرية وأسر ضخمة وتسليم مساحات واسعة لألمانيا.

## الخلفية
بعد الغزو الألماني لبولندا في 1 سبتمبر 1939 وانفصال بعض الجيوش البولندية، قرر قادة بولندا شَنّ هجوم معاكس من موقع نهر بزورا لحماية العاصمة وارسو وتأمين الانسحاب نحو الجنوب الشرقي. رغم الهجوم، حاصر الألمان القوات البولندية في أقل من عشرة أيام.

## القوات المتقاتلة
شارك في الهجوم البولندي: - حوالي 220,000 جندي من فرق الجيشين «بوزنان» و«بومورزي». - ودعم جوي محدود. في المقابل، كانت قوات ألمانيا تتكون من: - 12 فرقة مشاة و5 فرق مدرعة ومتحركة تحت قيادة غيرد فون رونتشتيت.

## مجريات المعركة

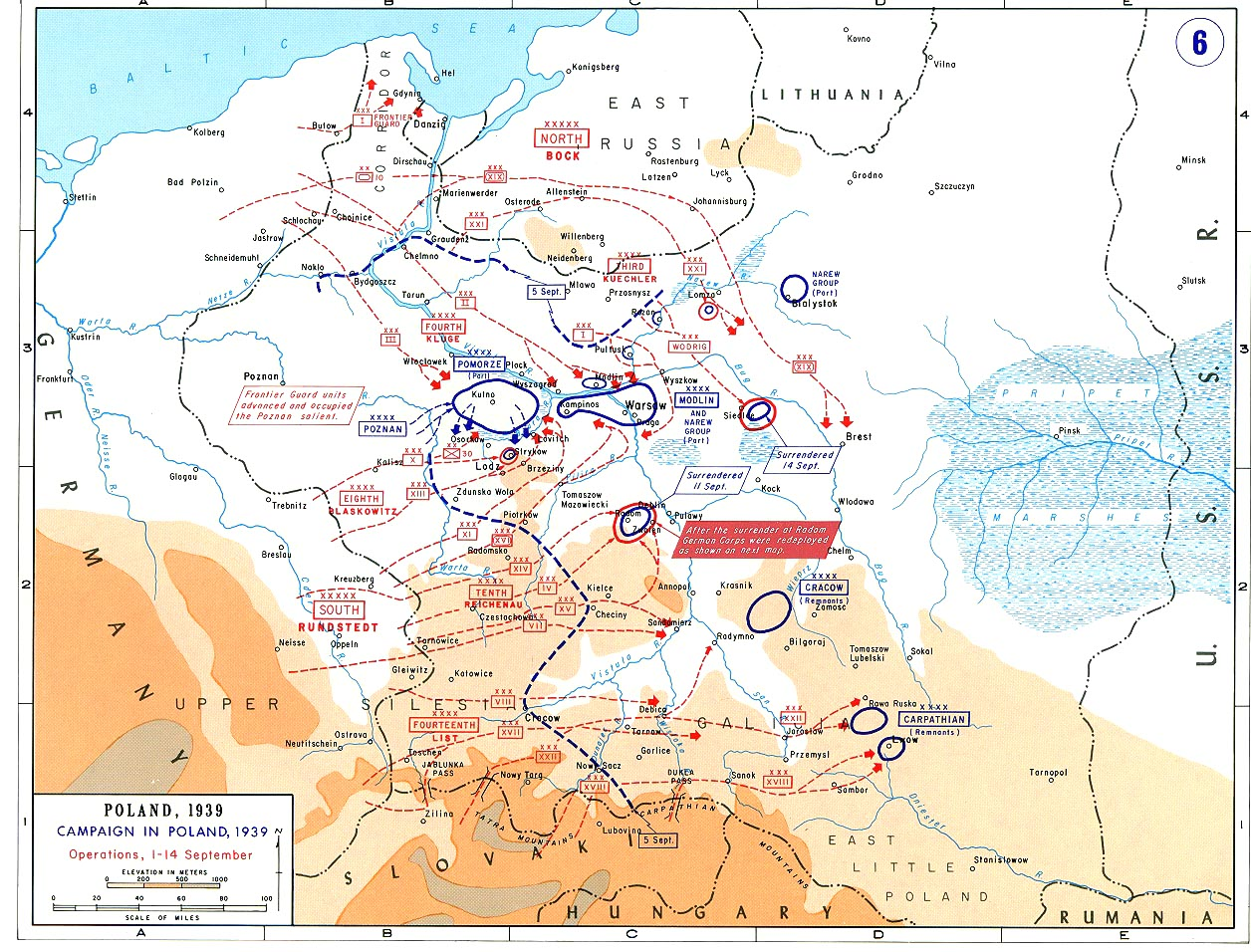
خريطة توضح الهجوم البولندي من ناحية الجنوب

انطلقت الهجمات البولندية في 9 سبتمبر، مُحققة نجاحًا أولياً دفعت الألمانيين للتراجع لمسافة كيلومترات عدة. استخدمت بولندا وحداتها الفرسانية بشكل تكتيكي فعال في بعض القطاعات، إلا أن الهجوم توقف في 11 سبتمبر بسبب نقص الذخيرة والإمداد.
رد الألمان بشن هجمات مضادة من كلا الجانبين، مع دعم جوي ومدفعي مكثف، ما أدى لحصار القوات البولندية داخل معقلها قرب نهر بزورا بحلول 16 سبتمبر. بحلول التاسع عشر، تفكك خط المقاومة البولندية وتراجع إلى وارسو أو تم أسرهم..

## النتائج والتداعيات
- تكبّدت بولندا خسائر فادحة، بما يقرب من 20,000 قتيل وجريح، وتم أسر ما يقارب 170,000 جندي. أما ألمانيا فقد خسرت نحو 8,000 قتيل وجريح. - أدى ذلك إلى سقوط غرب بولندا بالكامل في يد القوات الألمانية، واستُنزفت القوات البولندية من أهم وحداتها. - أبطأ الهجوم الألماني باتجاه وارسو لبضعة أيام، مما منح بعض الوقت للدفاع عن العاصمة.

## أثر واستنتاج
تظل معركة بزورة رمزًا للشجاعة البولندية، رغم هزيمتها، ورغم استخدامها الأخير (جزئيًا) لوحدات الفرسان ضد الدبابات الألمانية، وتقديم درس في التخطيط للهجوم المضاد في ظل ضعف القوات الجوية والتسليح المدني.